# Мирослава Стоянова
Мирослава Тодорова Стоянова е българска драматична и филмова актриса.

## Биография
Родена е на 13 декември 1937 г. в Голямо Белово.
Дълги години играе в състава на Младежкия театър. Снима се в много български филми. Особено силна е ролята и във филма „Тютюн“, където пресъздава образа на Лила. Участва в много телевизионни театрални постановки и пиеси в радиотеатъра. От първия си брак с актьора и звукооператор Джони Пенков има син. Съпруга е на актьора Банко Банков.
Умира на 6 ноември 1999 г. в София.

## Театрални роли
ТВ театър
- „Но преди да станем големи“ (1972) (Владимир Голев)
- „Рожден ден“ (1971) (Драгомир Асенов)
- „Дона Росита“ (Федерико Гарсия Лорка) – стара мома

## Филмография
- Дъжд (1970) – съпругата на Борис
- Двама под небето (1962)
- Тютюн (филм) (1961) – Лила
- Бъди щастлива Ани (1960) – уредничка на музея